# 叶永青 (1958年)
叶永青（1958年4月5日—），云南昆明人，中国当代艺术家、策展人，在业内有“叶帅”之称。

## 生平
叶永青出生于云南昆明。1962年上山下乡运动时随父母至云南罗平县，后来回到昆明，寄养在其舅父家中。他于1982年毕业于四川美术学院绘画系油画专业。85美术新潮时他是“西南艺术群体”的代表人物之一。毕业后他留校任教。此外，他还担任过中国当代艺术院艺术总监、亚洲青年艺术现场艺术总监等。他在中国、新加坡、英国、德国、美国等世界各地举办过个展。
2019年，比利时画家克里斯蒂安·西尔万指控叶永青长期抄袭其作品。事件曝光后，叶永青仅表示“这位艺术家对我影响至深”，未作进一步回应。随后西尔万向北京知识产权法院提起侵犯著作权诉讼。最终法院作出判决，认定叶永青122件作品侵犯了西尔万的著作权，要求其公开道歉并赔偿人民币500万元。

## 家庭
叶永青的父亲叶秀昌和母亲鲍婉馨均为国家机关干部。1984年，他与同在四川美术学院任教的甫立亚结婚。两人育有一女叶甫纳，她后来也成为一名艺术家，任教于中央美术学院实验艺术系。